# Битва під Рацлавицями
Бій під Рацлавицями — одна з перших битв під час Повстання Костюшка проти Російської імперії. Сталася 4 квітня 1794 року біля села Рацлавице Малопольського воєводства.
Після того, як у березні 1794 року Костюшко був проголошений у Кракові начальником збройних сил повстання, він зумів зібрати наступні сили:
| 2 батальйони                 | Піхотний полк Чапського                 | 400 багнетів |
| 2 батальйони                 | Піхотний полк Водзицького               | 400 багнетів |
| 2 батальйони                 | Піхотний полк Озаровського              | 400 багнетів |
| 1 батальйон                  | Піхотний полк Рачиньського              | 200 багнетів |
| 10 кавалерійських ескадронів | Під командуванням Антоні Мадалиньського | 400 шабель   |
| 10 кавалерійських ескадронів | Під командуванням Магнета               | 400 шабель   |
| 4 кавалерійські ескадрони    | Під командуванням Бернацького           | 160 шабель   |
| 2 допоміжних ескадрони       | Герцог Вюртембергський                  | 80 шабель    |
| Разом 2440 осіб              |                                         |              |

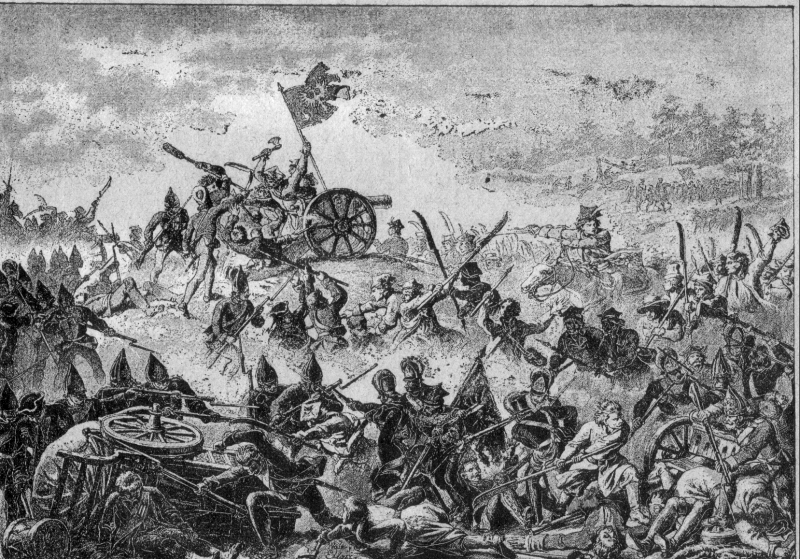
Бій під Рацлавицями. Малюнок Міхала Стаховича

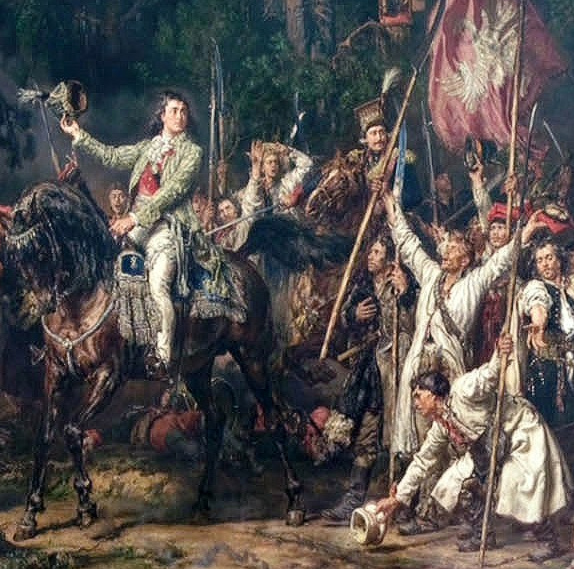
Костюшко і косиньєри під Рацлавицями

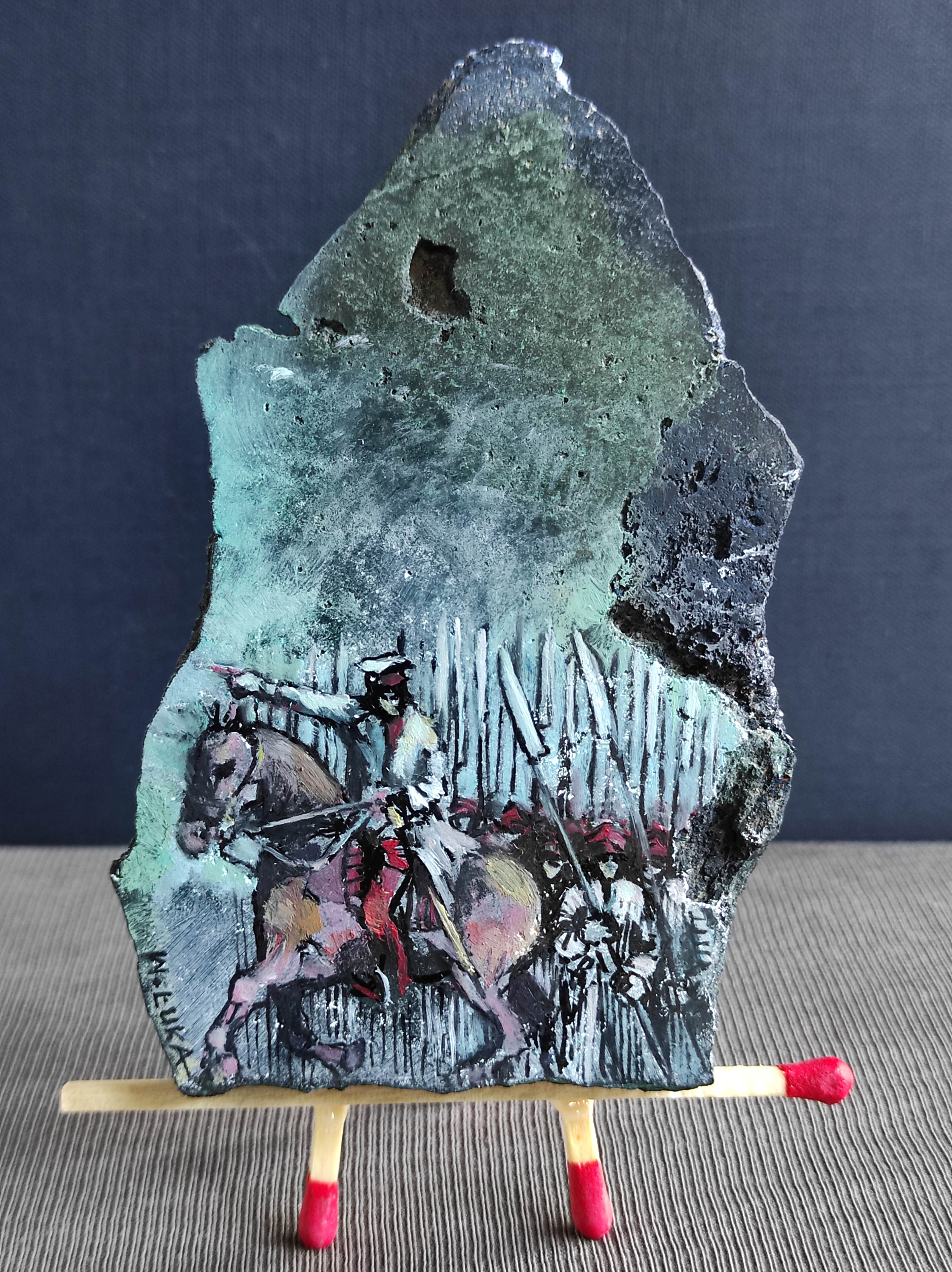
Битва під Рацлавицями. Картина маслом 132 х 77 мм Войцеха Луки, експонат Музей професійного мініатюрного мистецтва Генрик Ян Доміняк в Тихах

Крім того, Малопольське воєводство виставило 11 гармат і 2000 озброєних косами селян (так званих косиньєрів), які й відіграли вирішальну роль у битві.
Генерал Тормасов переважаючими силами атакував польські війська з фронту. Російські війська наступали традиційним зімкнутим мушкетним строєм: плече до плеча, у кілька рядів. Даний стрій забезпечував густоту й безперервність ведення вогню, проте не давав змоги маневрувати. Костюшко, який брав участь в Американській війні за Незалежність 1775—1783 років, засвоїв більш передову тактику, яку й застосував на полі бою: поляки вели вогонь із природних укриттів, використовуючи переваги ландшафту. Загони косиньєрів під особистим керівництвом Костюшка тим часом непомітно обійшли російський загін і проникли йому в тил. Унаслідок успішної та блискавичної атаки косиньєри захопили всі російські гармати й змусили відступити російські війська. Тим не менш, сили Костюшка були занадто малі, щоб переслідувати загін Тормасова, і російські війська після поразки продовжували дії в Малопольському воєводстві.

## Підсумки битви
Перемога під Рацлавицями була лише тактичним успіхом, однак підняла моральний дух повстання, до нього приєдналися нові області: більшість польських земель, Литва і Курляндія. Перемога також стала сигналом до Варшавського повстання, яке змусило російські війська покинути столицю Польщі 17 квітня. На честь здобутої перемоги Костюшко присвоїв деяким селянам-добровольцям, які найбільше відзначилися, звання хорунжих, і в честь їхньої звитяги на параді пройшов перед військами в національному малопольському одязі: сукмане — домотканому селянському кожусі. Одним із кріпаків, які брали участь у битві, був Бартош Гловацький, що став згодом національним героєм Польщі.
«Конфедератки», які носили війська польського повстання, і дві схрещені коси стали під час Другої світової війни емблемою польської 303-ї винищувальної ескадрильї.
Сцени битви відображені на панорамі «Рацлавицька битва» у Вроцлаві.